# Piralídeos
Piralídeos (Pyralidae) é uma família de insectos da ordem Lepidoptera.